# Armie Hammer
Armie Hammer (født 28. august 1986 i Los Angeles, California) er en amerikansk skuespiller. Han havde små roller indtil 2008, da medvirkede han i Billy: The Early Years. Han fik sit gennembrud i The Social Network.

## Film og TV
| År   | Titel                   | Rolle                        | Noter |
| ---- | ----------------------- | ---------------------------- | --- |
| 2006 | Flicka                  | Male prefect                 | |
| 2008 | Blackout                | Tommy                        | |
| 2008 | Billy: The Early Years  | Billy Graham                 | |
| 2009 | Spring Breakdown        | Abercrombie dreng            | |
| 2009 | 2081                    | Harrison Bergeron            | Kort film |
| 2010 | The Social Network      | Cameron and Tyler Winklevoss | Hollywood Film Festival Award for Best Ensemble of the Year Toronto Film Critics Association Award for Best Supporting Actor Nominated—Broadcast Film Critics Association Award for Best Cast Nominated—Chicago Film Critics Association Award for Most Promising Performer Nominated—Screen Actors Guild Award for Outstanding Performance by a Cast in a Motion Picture |
| 2011 | J. Edgar                | Clyde Tolson                 | Nominated—Screen Actors Guild Award for Outstanding Performance by a Male Actor in a Supporting Role |
| 2012 | Mirror Mirror           | Prince Andrew Alcott         | |
| 2013 | The Lone Ranger         | John Reid/The Lone Ranger    | |
| 2015 | The Man from U.N.C.L.E. | Illya Kuryakin               | |
| 2017 | Call Me by Your Name    | Oliver                       | |

| År   | Titel                | Rolle                                | Noter                              |
| ---- | -------------------- | ------------------------------------ | ---------------------------------- |
| 2005 | Arrested Development | Student #2                           | Episode: "The Immaculate Election" |
| 2006 | Veronica Mars        | Kurt                                 | Episode: "Wichita Linebacker"      |
| 2007 | Desperate Housewives | Barrett                              | Episode: "Distant Past"            |
| 2009 | Reaper               | Morgan                               | 5 episoder                         |
| 2009 | Gossip Girl          | Gabriel Edwards                      | 4 episoder                         |
| 2012 | The Simpsons         | Cameron and Tyler Winklevoss (voice) | Episode: "The D'oh-cial Network"   |
| 2012 | American Dad!        | Car rental agent (stemme)            | Episode: "The Wrestler"            |